# West Indian Girl
West Indian Girl — рок-группа из Лос-Анджелеса, основанная Робертом Джеймсом и Френсисом Тэном в 2004 году.
Название группы позаимствовано у разновидности ЛСД, популярного в начале 60-х. Также, эти инициалы являются отсылкой к предыдущей группе Джеймса и Тэна "WIG".

## История
Группа выпустила свой дебютный альбом в 2004 году на лейбле Astralwerks.
Гитарист Роберт Джеймс и басист Френсис Тэн встретились в Детройте в начале 90-х. После того, как Тэн переехал в Лос-Анджелес, они какое-то времени продолжали общаться по переписке, пока Джеймс тоже не переехал в Лос-Анджелес. Выбрав в качестве названия группы разновидность раннего уличного ЛСД, они подписали контракт с альтернативным подразделением EMI, Astralwerks и набрали состав для полноценных концертов. После выхода дебютного альбома в 2004 году, West Indian Girl выпустили более танцевальный EP ремиссия в 2006. После того как оба первых диска не добились большой популярности, сотрудничество группы с Astralwerks закончилось и они подписали контракт с независимой звукозаписывающей компанией Milan Records и анонсировали выход третьего полноформатного альбома  «4th and Wall» в октябре 2007.
В августе 2007 года группа заключила договор с компанией, занимающийся цифровым распространением музыки  Flycell. Их первый сингл Blue Wave был выпущен 25 сентября 2007 года. Группа выпустила сборник ремиксов "4th On the Floor Remixes, Vol. 2" 6 января 2009 года на Smash Hit Music Co.

## Участники
- Роберт Джеймс (гитара/вокал)
- Френсис Тэн (бас-гитара)
- Эми Уайт (клавишные/вокал)
- Мелисса Болдуин (вокал/тамбурин)
- Джеспер Кристенсен (ударные)

Бывшие участники
- Крис Картер (клавишные) 2004–2005
- Натан Ван Хела (клавишные) 2006–2009
- Мэрикуин Маандинг (вокал) 2004–2009
- Марк Льюис (ударные) 2004–2009

## Дискография
- West Indian Girl, 24 августа 2004, Astralwerks ASW 78431
- Remix EP, 15 августа 2006, Astralwerks ASW 70470
- 4th & Wall, 23 октября 2007
- 4th On The Floor (Remixes, Vol. 2) 6 января 2009
- We Believe, 7 июля 2009 (сборник би-сайдов и раритетных записей), Origami Records